# Cauquenes (rivière)
Pour les articles homonymes, voir Cauquenes.
La rivière Cauquenes est un affluent du Perquilauquén; elle traverse la province de Cauquenes, dans la région du Maule, au Chili. 

## Géographie
Elle naît dans la cordillère côtière du Chili, près de Cauquenes. Elle coule au sud de cette ville, avant de recevoir les eaux du Tutuvén. Dans son cours inférieur, elle ne reçoit que quelques cours d'eau mineurs, avant de se jeter dans le Perquilauquén, un affluent du Maule.
Avec le Purapel, le Cauquenes est l'un des seuls cours d'eau du pays qui s'écoule vers l'est.